# Elvīra Ozoliņa
Elvīra Ozoliņa, po mężu Lūsis (ur. 8 października 1939 w Leningradzie) – łotewska lekkoatletka specjalizująca się w rzucie oszczepem, która reprezentowała Związek Radziecki.
W 1960 zdobyła złoty medal igrzysk olimpijskich w Rzymie. Cztery lata później, podczas igrzysk w Tokio zajęła 5. miejsce. Dwa razy startowała w mistrzostwach Europy – Belgrad 1962 (1. miejsce) oraz Budapeszt 1966 (5. miejsce). W 1959 zdobyła złoty medal uniwersjady. Trzykrotna rekordzistka świata (do wyniku 59,78 w 1963). Rekord życiowy: 63,96 (1973).
Żona Jānisa Lūsisa, matka Voldemārsa.